# Teilkreis am Strafraum

Der Teilkreis am Strafraum

Der Teilkreis am Strafraum ist im Fußball eine Markierung auf dem Spielfeld. Diese Markierung ist alleinig beim Strafstoß (Elfmeter) von Bedeutung. Beim Strafstoß darf außer dem Schützen kein Spieler (beider Mannschaften) in diesem Teilkreis stehen, für den Strafraum gelten ähnliche Regeln. Bei Verstoß gegen diese Regel muss der Schiedsrichter den Strafstoß unter Umständen wiederholen lassen; die genauen Regeln finden sich im Artikel Strafstoß.
Zweck des Teilkreises ist es, die Einhaltung des bei der Ausführung eines Strafstoßes für alle Spieler vorgeschriebenen Mindestabstandes von 9,15 m (10 Yards) zur Elfmetermarke für den Schiedsrichter leicht kontrollierbar zu machen. Zusätzlich steht damit für den Schützen garantiert ein ausreichender Raum für den Anlauf zum Schuss zur Verfügung, andererseits ist der Schütze für den Torwart aber auch frühzeitig erkennbar. Der sichtbare Teilkreis stellt dabei lediglich einen Kreisbogen des Kreises dar, der sich mit einem Radius von 9,15 m um den Strafstoßpunkt (die Elfmetermarke) als Mittelpunkt erstreckt. Nicht angezeichnet ist die Fortsetzung des Kreises im Inneren des Strafraums, da ohnehin der gesamte Strafraum beim Strafstoß von den unbeteiligten Spielern nicht betreten werden darf. Der Teilkreis darf erst wieder betreten werden, wenn der Ball im Spiel ist, das heißt vom Schützen mit dem Fuß gestoßen wurde und sich in Richtung des Tores bewegt hat.